# Zena Marshall
Zena Moyra Marshall (Nairobi, 1º gennaio 1926 – Londra, 10 luglio 2009) è stata un'attrice britannica.

## Biografia
Nata a Nairobi da genitori inglesi, crebbe a Leicestershire dopo la morte del padre e il secondo matrimonio della madre. Frequentò l'istituto privato femminile St Mary's School Ascot per poi seguire corsi di recitazione presso la Royal Academy of Dramatic Art. Nel corso della seconda guerra mondiale lavorò con l'ENSA, una casa di produzione britannica.
Iniziò la propria carriera come attrice teatrale per poi entrare nel mondo del cinema. Il suo primo ruolo fu in Cesare e Cleopatra (1945) di Gabriel Pascal, che vedeva come protagonisti Claude Rains e Vivien Leigh. Durante gli anni successivi fu impegnata in sodalizi con i registi David MacDonald e Charles Saunders, che la diressero in più film. Grazie ai suoi tratti somatici recitò in diverse occasioni nei panni di una donna straniera, spesso orientale, come in Agente 007 - Licenza di uccidere (1962), primo film di James Bond dove interpretò la sino-giamaicana Miss Taro. Apparve quindi in Quei temerari sulle macchine volanti (1965) e infine in The Terrornauts (1967), sua ultima interpretazione.

## Vita privata
Fu sposata in tre occasioni: dapprima con Paul Adam (1947-1953), poi con Alexander Ward (1967-1969) e infine con il produttore cinematografico Ivan Foxwell (1991-2002). 
Malata di cancro, morì a Londra il 10 luglio 2009.

## Filmografia

### Cinema
- Cesare e Cleopatra (Caesar and Cleopatra), regia di Gabriel Pascal (1945)
- Il ribelle dei tropici (The End of the River), regia di Derek N. Twist (1947)
- Amarti è la mia dannazione (So Evil My Love), regia di Lewis Allen (1948)
- Snowbound, regia di David MacDonald (1948)
- Una sirena in società (Miranda), regia di Ken Annakin (1948)
- Ragazze perdute (Good-Time Girl), regia di David MacDonald (1948)
- Vagone letto per Trieste (Sleeping Car to Trieste), regia di John Paddy Carstairs (1948)
- Lord Byron (The Bad Lord Byron), regia di David MacDonald (1949)
- Marry Me, regia di Terence Fisher (1949)
- Helter Skelter, regia di Ralph Thomas (1949)
- The Lost People, regia di Muriel Box e Bernard Knowles (1949)
- Meet Simon Cherry, regia di Godfrey Grayson (1949)
- Morning Departure, regia di Roy Ward Baker (1950)
- Tragica incertezza (So Long at the Fair), regia di Terence Fisher e Anthony Darnborough (1950)
- Soho Conspiracy, regia di Cecil H. Williamson (1950)
- Dark Interval, regia di Charles Saunders (1950)
- Hell Is Sold Out, regia di Michael Anderson (1951)
- Love's a Luxury, regia di Francis Searle (1952)
- Men Against the Sun, regia di Brendan J. Stafford (1952)
- Blind Man's Bluff, regia di Charles Saunders (1952)
- Deadly Nightshade, regia di John Gilling (1953)
- The Scarlet Web, regia di Charles Saunders (1954)
- The Embezzler, regia di John Gilling (1954)
- Tre casi di assassinio (Three Cases of Murder), regia di David Eady, George More O'Ferrall, Wendy Toye e Orson Welles (1955)
- My Wife's Family, regia di Gilbert Gunn (1956)
- Let's Be Happy, regia di Henry Levin (1957)
- La storia di David (A Story of David), regia di Bob McNaught (1960)
- Crosstrap, regia di Robert Hartford-Davis (1962)
- Agente 007 - Licenza di uccidere (Dr. No), regia di Terence Young (1962)
- The Switch, regia di Peter Maxwell (1963)
- Quei temerari sulle macchine volanti (Those Magnificent Men in Their Flying Machines), regia di Ken Annakin (1965)
- The Terrornauts, regia di Montgomery Tully (1967)

### Televisione
- Colonnello March (Colonel March of Scotland Yard) – serie TV, episodio 1x14 (1956)
- African Patrol – serie TV, episodio 1x27 (1958)
- I gialli di Edgar Wallace (The Edgar Wallace Mystery Theatre) – serie TV, episodi 2x08-5x05 (1961-1964)

## Doppiatrici italiane
- Flaminia Jandolo in Agente 007 - Licenza di uccidere